# Херенд (Иран)
Хере́нд или Хаджиаба́д (перс. هرند‎) — небольшой город в центральном Иране, в провинции Исфахан. Входит в состав шахрестана Исфахан. По данным переписи, на 2006 год население составляло 6 613 человек.

## География
Город находится в южной части Исфахана, в гористой местности, на высоте 1519 метров над уровнем моря.
Херенд расположен на расстоянии приблизительно 67 километров к востоку от Исфахана, административного центра провинции и на расстоянии 353 километров к юго-юго-востоку (SSE) от Тегерана, столицы страны.